# حذف آغازی
در زبان‌شناسی به حذف شدن یک یا چند صدا از آغاز یک واژه، حذف آغازی یا سَرزُدایی (انگلیسی: apheresis) می‌گویند. چنین حذفی به‌ویژه در مورد آواهای بدون تأکید رخ می‌دهد.
به شکل تازه‌ای از واژه که پس از حذف آغازی پدید می‌آید، سرزدوده (aphetism) گفته می‌شود.
از نمونه‌های حذف آغازی در فارسی می‌توان واژه‌های مرداد و بر را نام برد که شکل سرزدودهٔ اَمرداد و اَبَر هستند.
در گذر از فارسی میانه به فارسی امروزی، حذف آغازی در شماری از واژه‌ها رخ داد که از آن‌جمله است: ایار -> یار. ابا -> با. ایار -> یار و اناهید -> ناهید.
بر همین منوال در دوره نخستین فارسی امروزی برخی وام‌واژه‌های عربی نیز سرزدایی شدند، مانند: امیر -> میر، و ابو -> بو.